# Hammerson
Hammerson PLC est une société d’investissement, de développement et de gestion immobilière, cotée au London Stock Exchange, développant ses activités au Royaume-Uni, en Irlande et en France. Il s’agit d’une des dix premières foncières européennes avec un patrimoine de centres commerciaux, retail parks et outlets premium valorisé à  6,3 milliards de livres sterling au 31 décembre 2020.
Le patrimoine du Groupe inclut un portefeuille de centres commerciaux de premier plan au Royaume-Uni, en France et en Irlande ; un portefeuille de retail parks au Royaume-Uni ; et un investissement stratégique dans un portefeuille d’outlets premium situés dans les principales villes d’Europe. Cette dernière activité représente 30 % du portefeuille global d’Hammerson.

## Histoire

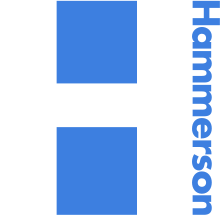
Logo Hammerson

L'entreprise a été fondée en 1942 par Lewis Hammerson, qui a commencé à investir dans l'immobilier en transformant des maisons en appartements. Sa société L.W. Hammerson & Co s'est lancée dans le secteur de l'immobilier commercial en 1948 et est devenue une société cotée en bourse en 1953. Elle s'est d'abord développée hors du Royaume-Uni dans les années 1960, en s'installant en Australie, en Nouvelle-Zélande et aux États-Unis. Dans les années 1970, Hammerson a développé le Brent Cross Shopping Centre au Royaume-Uni, qui a été le premier grand centre commercial du pays. L'année 2003 a vu naître le centre commercial Bullring à Birmingham, l'un des plus grands complexes commerciaux en centre-ville jamais construits au Royaume-Uni.
En octobre 2012, Hammerson a vendu son immeuble de bureaux de Gresham Street à Londres pour 200 millions de livres sterling à Retirement Fund, le fonds de pension de l'État malaisien.
En avril 2021, Hammerson cède un portefeuille de 7 retail parks au Royaume-Uni à une société de gestion d'actifs pour 330 millions de livres, se désengageant ainsi totalement de ce secteur.

## Principaux actionnaires
Au 16 janvier 2020
| APG Asset Management                          | 18,0 % |
| Fonds de pension des enseignants de l'Ontario | 11,0 % |
| Coronation Asset Management                   | 5,93 % |
| Baillie Gifford & Co.                         | 5,01 % |
| J.O. Hambro Capital Management                | 4,09 % |
| Peel Land & Property Investments              | 3,99 % |
| The Vanguard Group                            | 3,90 % |
| Rockcastle Global Real Estate                 | 3,09 % |
| Barclays Bank Plc (Private Banking)           | 2,99 % |
| Legal & General Investment Management         | 2,86 % |

## Activité en France
Créée en 1986, la filiale française de l'entreprise gère un portefeuille de 5 centres commerciaux de taille régionale, leaders sur leur zone de chalandise et situés au cœur de grandes villes françaises.  
Les centres gérés par Hammerson génèrent plus de 10 000 emplois attirent près de 70 millions de visiteurs par an.
Le portefeuille d’Hammerson France est valorisé à 1,484 milliard d’euros au 31 décembre 2020. Hammerson France possède et gère un patrimoine de centres commerciaux de taille régionale : 
- Les 3 Fontaines (Cergy)
- Les Terrasses du Port (Marseille)
- O'Parinor (Aulnay-sous-Bois)
- Nicetoile (Nice)